# Jardim dos desaparecidos na ação
Jardim dos desaparecidos na ação (גן הנעדרים‎‎, Gan HaNe'edarim = Garden of the Missing in Action) é um jardim memorial em Monte Herzl em Jerusalém. Ele está localizado no cemitério militar nacional e da polícia. O jardim é dedicado a desaparecidos cujo paradeiro do cadáver é desconhecida, de 1914 até hoje. o Memorial Garden está incluindo os nomes dos soldados e oficiais judeus e não-judeus que serviram no exército israelense e polícia israelense, o local de sepultamento é desconhecida.
1954 foi uma antiga caverna judaica descoberto no jardim
Antes do jardim foi construído foi "Faltando zona de conservação" até 2004, o jardim foi aberto para comemorar todo o povo de segurança de 1914 até hoje, que seu destino permanece desconhecido até hoje. O jardim está incluindo "sepulturas vazias" com uma placa com todos os nomes de "Missing in Action Israel" ao lado do Memorial Plaza.
Também monumento temporário para soldados desconhecidos que planejavam ir para o National Memorial Hall, que é construído na entrada para o cemitério.
23 Sailors Monument está localizado ao lado do jardim.

## Galeria

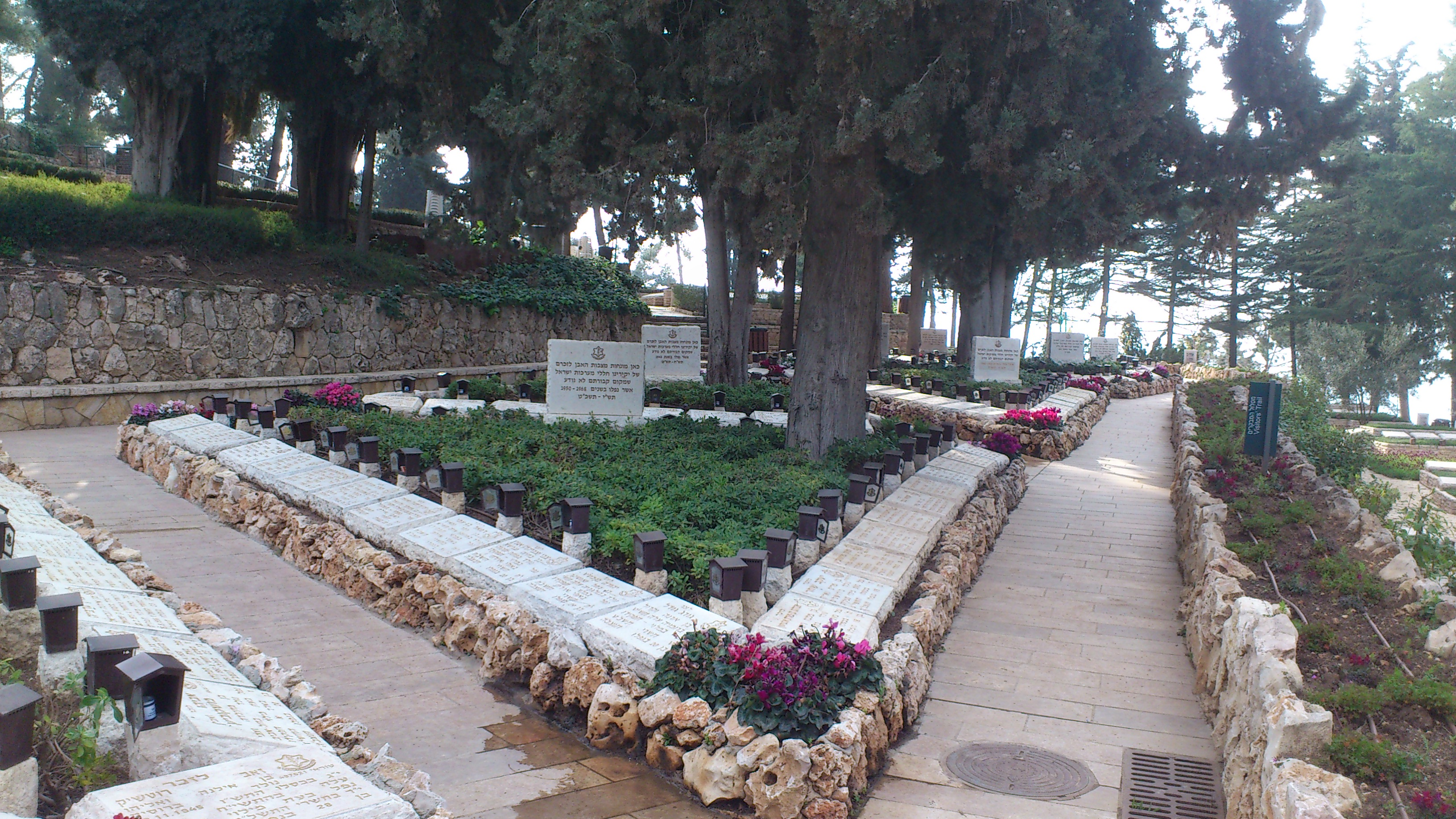
Memoriais túmulo vazio
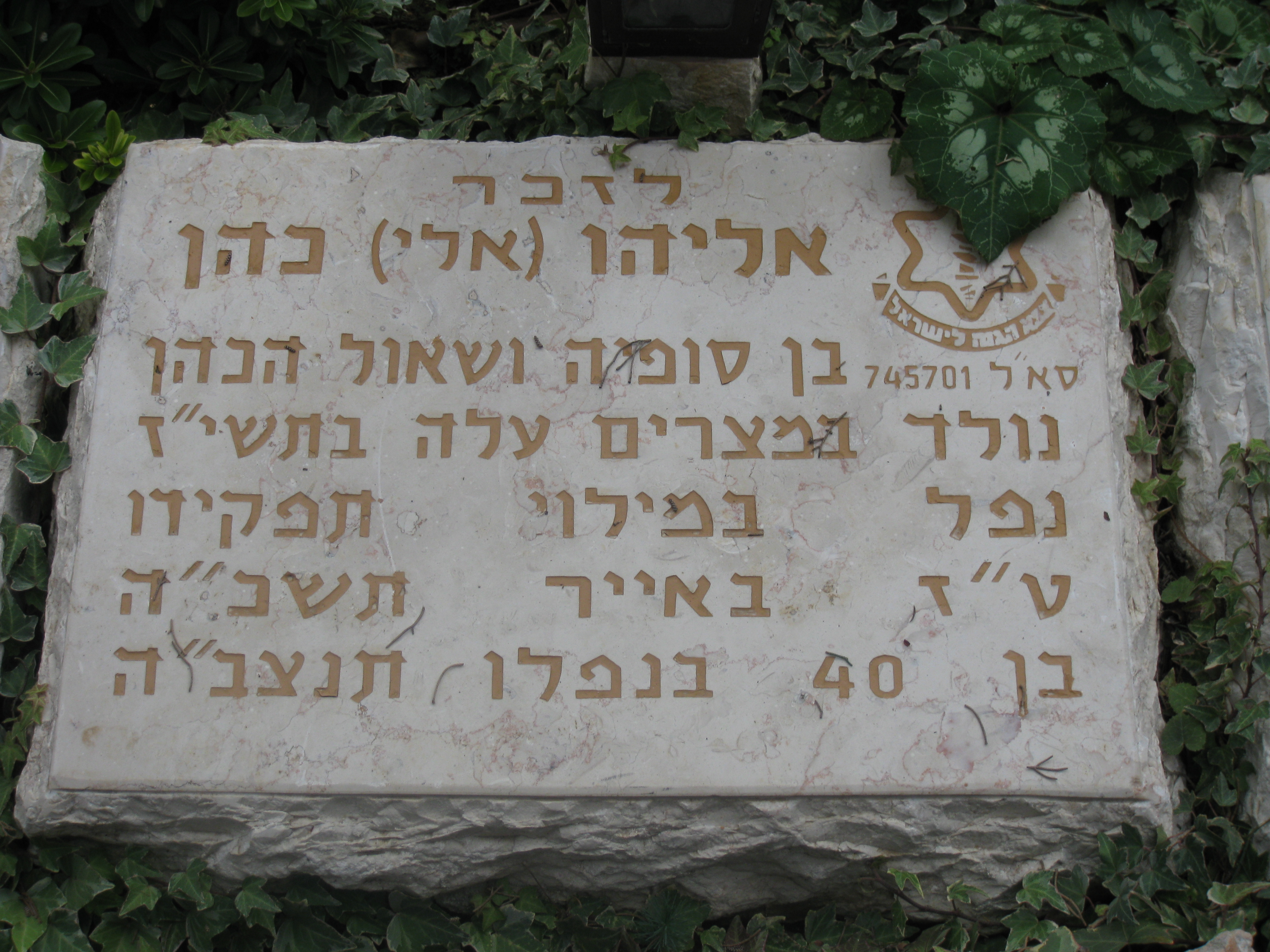
Memorial para Eli Cohen
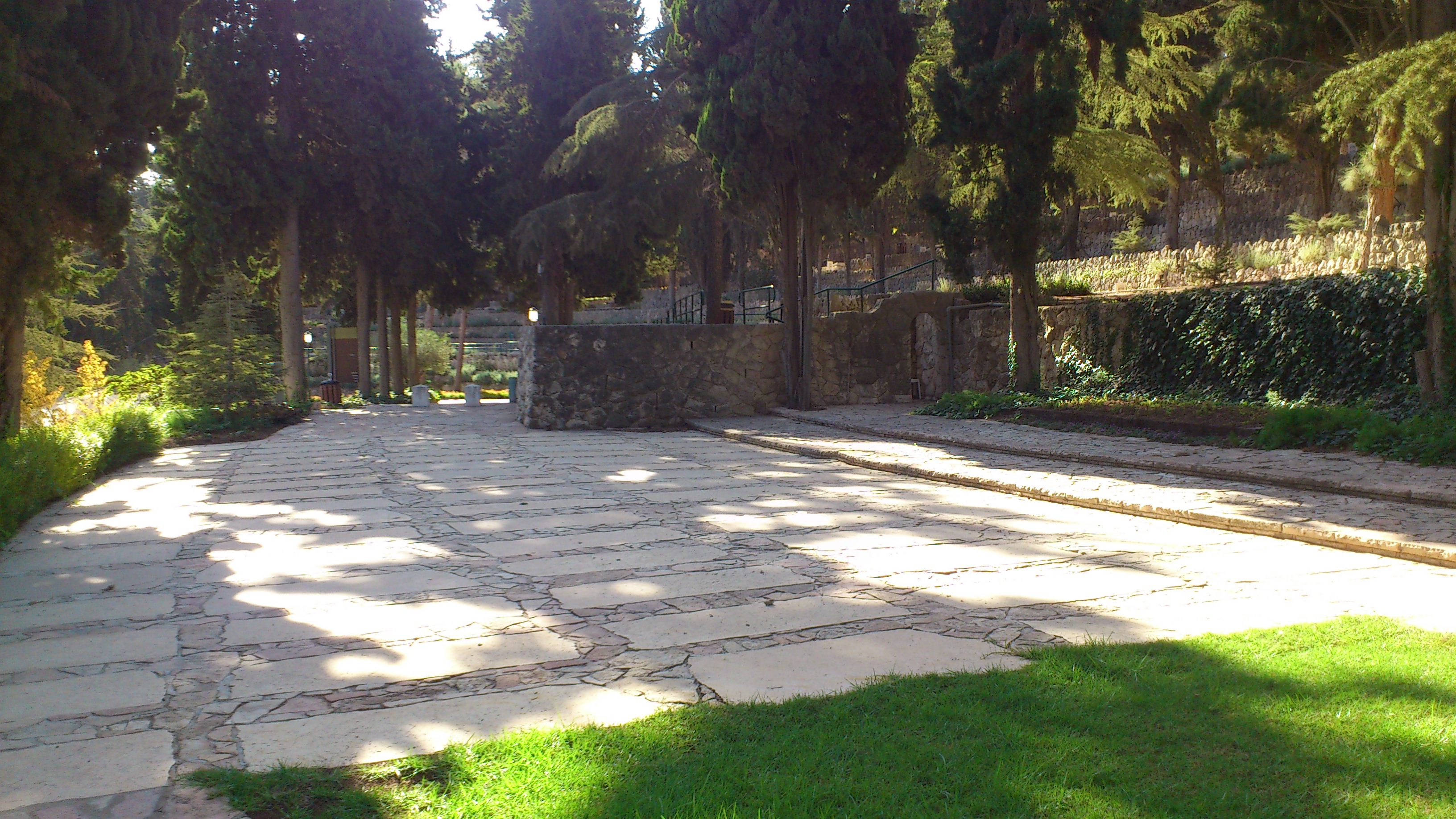
memorial plaza
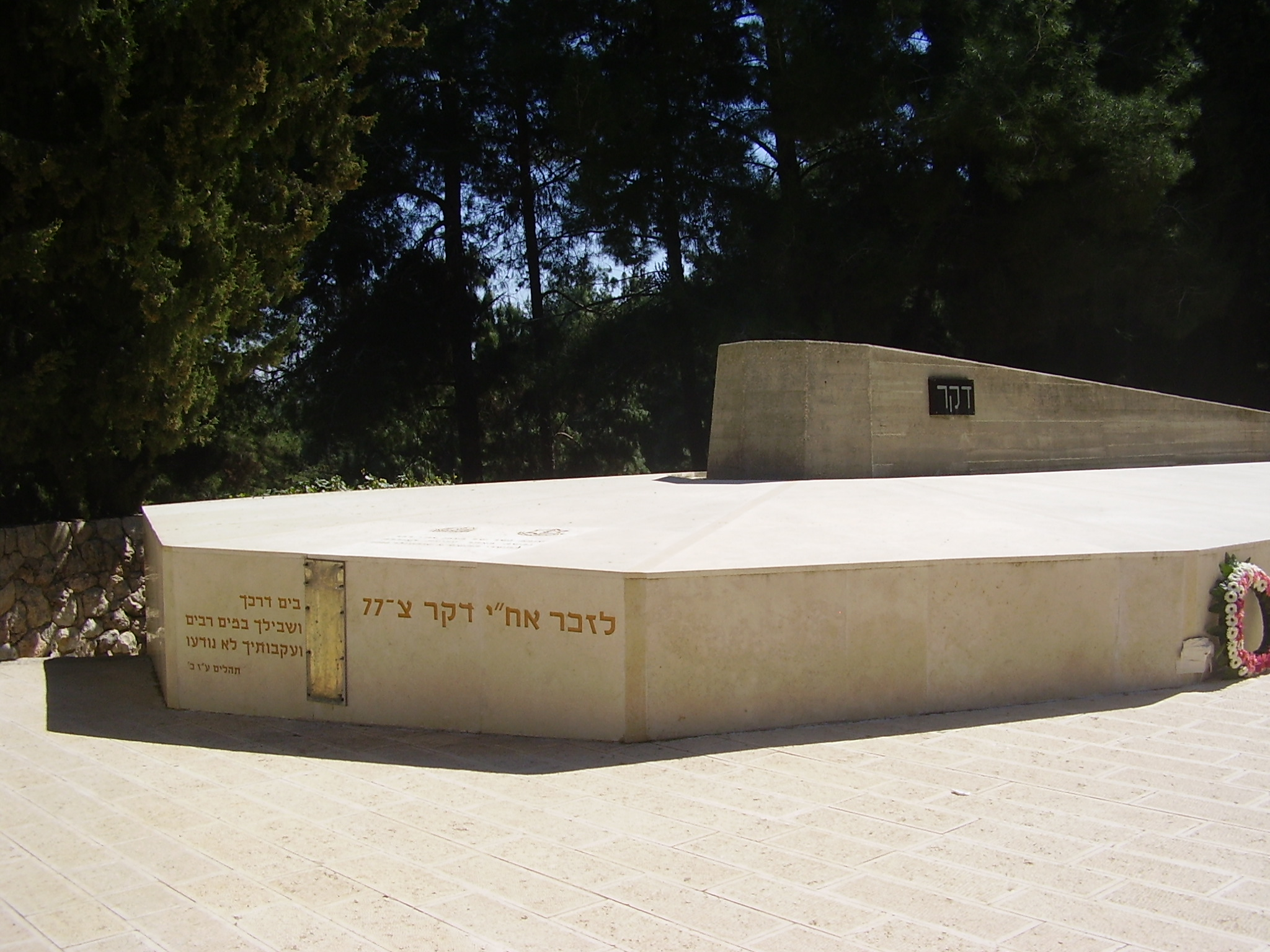
INS Dakar memorial
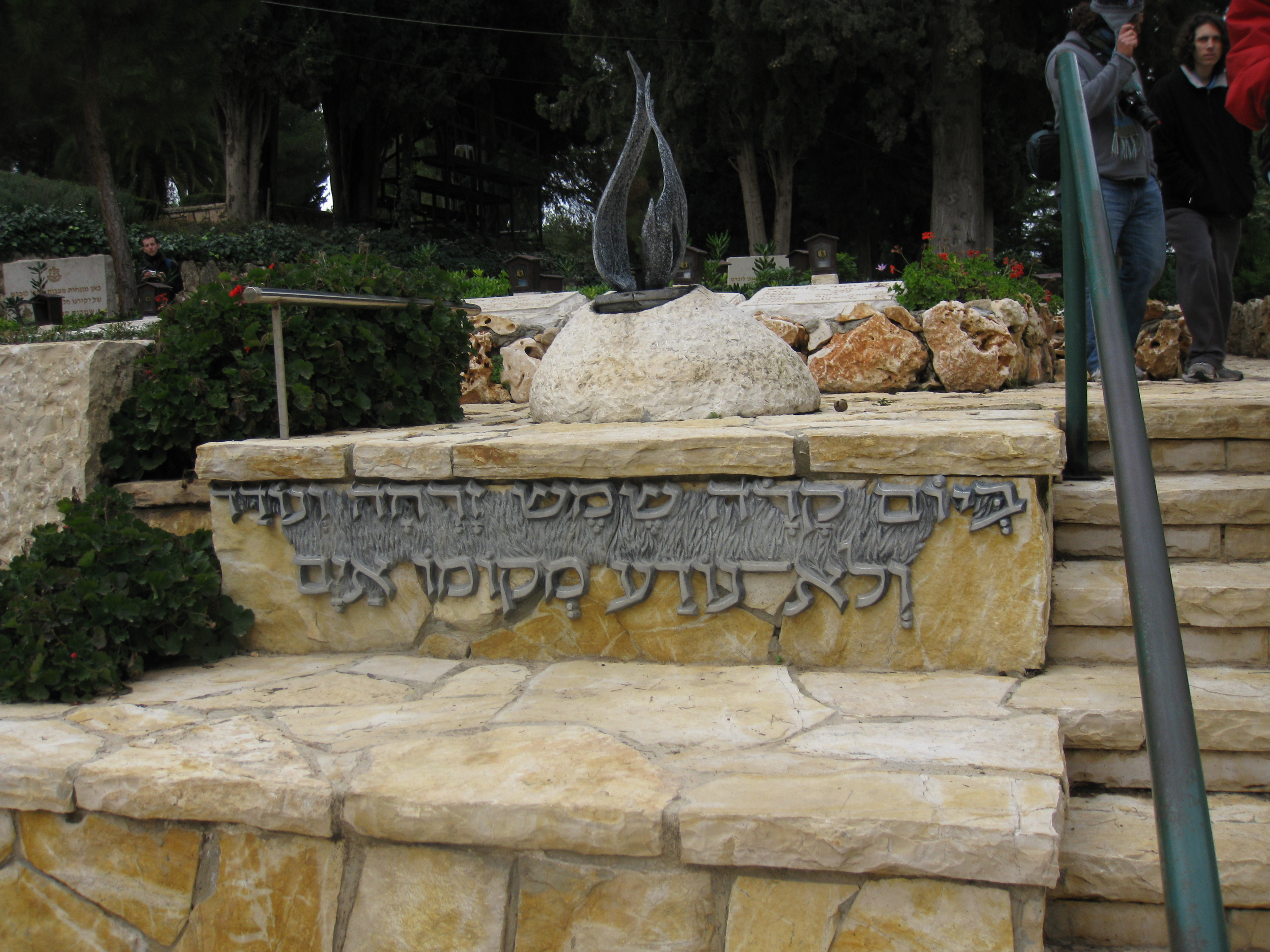
a chama eterna
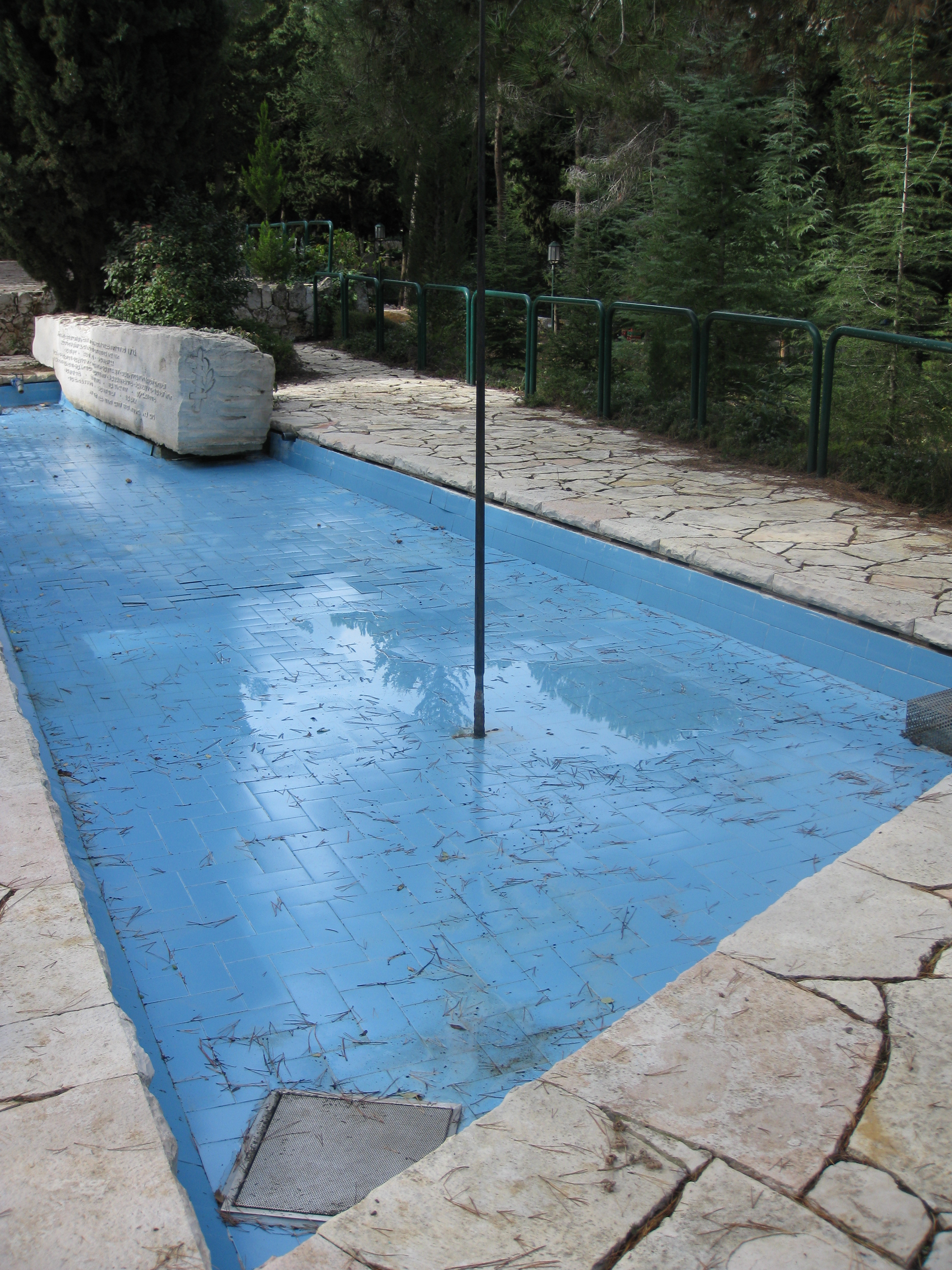
23 marítimos memorial barco
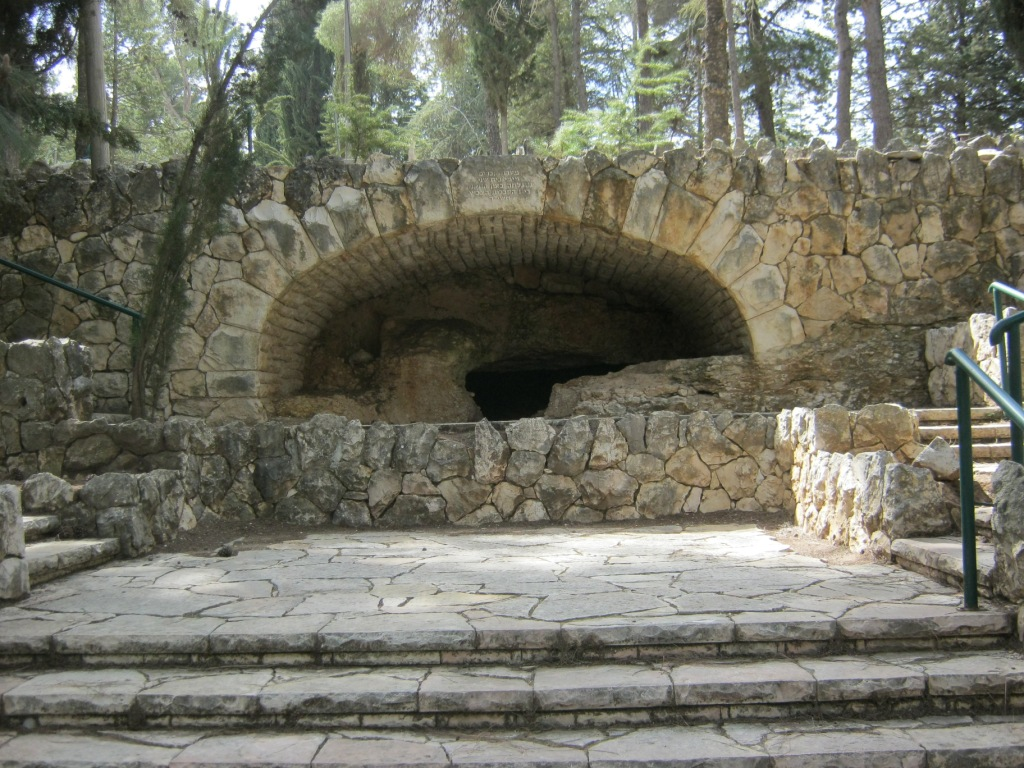
Caverna antigo cemitério judeu do Segundo Templo